# Juan Núñez II de Lara
Juan Núñez II de Lara, llamado "el Mozo" o "el de la Barba" (c. 1276 - Burgos, 1315), noble castellano miembro de la Casa de Lara, fue señor de Lara. Desempeñó los cargos de Mayordomo mayor del rey, en cuatro periodos distintos, y el de Adelantado mayor de la frontera de Andalucía.

## Orígenes familiares
Sus padres fueron Juan Núñez I de Lara, señor de la Casa de Lara, fallecido en 1294) y Teresa Díaz de Haro, hija de Diego López III de Haro, séptimo señor de Vizcaya y de Constanza de Bearne y hermana de Lope Díaz III de Haro y de Diego López V de Haro, ambos señores de Vizcaya.

## Biografía
Fue Adelantado mayor de la frontera de Andalucía. En la Crónica del rey Sancho IV de Castilla figura una anécdota sobre este Juan Núñez, según la cual el monarca le encomendó el cuidado de su hijo el infante Fernando: 

Don Juan Nuñez, bien sabedes commo llegastes hasta mi mozo sin barbas, é fice vos mucha merced, lo uno en casamiento que vos di muy bueno, é lo otro en cuantía, e ruego vos que pues yo so tan mal andante commo vos vedes, que si yo muriere, que nunca vos desamparedes al infante don Fernando, mi fijo, fasta que el hay a barbas é otrosí, que sirvades a la reina en toda su vida ça mucho vos lo meresció á vos é á vuestro linaje.

Este texto, según Carlos Estepa Díez, pone de relieve cierta identificación entre las barbas y la mayoría de edad, pudiéndose deducir que cuando Juan Núñez II de Lara compareció por primera vez ante el rey Sancho IV (c. 1288), tuviera la edad de doce o, como máximo, catorce años. 
En 1290, después de un enfrentamiento que tuvo su padre con el rey, la reina María de Molina propuso para la consiguiente avenencia, el matrimonio del hijo de Juan Núñez I con Isabel Alfonso de Molina, hija de Blanca Alfonso de Molina, medio hermana de la reina, y de Alfonso Fernández el Niño, hijo ilegítimo de Alfonso X el Sabio. 
En el año 1299, Juan Núñez de Lara, en nombre del rey Fernando IV, había entrado en Castilla atacando las tierras del obispado de Calahorra que tenía Juan Alfonso de Haro. En el enfrentamiento, acontecido entre Araciel y Alfaro, salió perdedor Núñez de Lara que fue hecho prisionero y encerrado en el castillo de Nalda, propiedad del mismo Juan Alfonso de Haro.
Continuó considerándose señor de Albarracín y aún en 1305, hacía responsable al infante Juan por tal pérdida. En 1284 su padre fue derrotado por  el rey Pedro III de Aragón quien dio el señorío a su hijo ilegítimo Fernando de Aragón. 
Falleció en 1315 durante las Cortes de Burgos, según consta en la Crónica del rey Alfonso XI de Castilla: 

E fizo su testamento, e por que no avie fijo heredero nin fija que heredase después de su muerte, mandó para su alma a Lara que era suya e quanto en el mundo avia. E los fijos dalgo de Castilla acordaron que la casa honrrada de Lara que no era bien que quedase sin señor, porque antiguamente fue un solar de los tres de Castilla; e con otorgamiento del rrey y de los sus tutores y de todos los otros en general, dieron señor heredero a la casa de Lara, e este fue don Joan Nuñez,sobrino desde don Joan Nuñez de la Barba que fino, hijo de Joana su hermana e de don Fernando que llamavan de la Çerda (...)

## Matrimonios
En 1290 contrajo un primer matrimonio con Isabel Alfonso de Molina, fallecida en 1292, hija de Alfonso Fernández el Niño y de Blanca Alfonso de Molina, señora de Molina y de Mesa, no teniendo hijos de dicho matrimonio.
En 1295 se casó por segunda vez con María Díaz de Haro, hija del infante Juan de Castilla "el de Tarifa" y de María Díaz de Haro, no teniendo hijos de dicho matrimonio.
En 1300 contrajo un tercer matrimonio con María Díaz de Haro, hija de Diego López V de Haro, señor de Vizcaya, y de la infanta Violante de Castilla, no teniendo hijos de dicho matrimonio.
Sin descendencia de ninguno de sus tres matrimonios, y con su hermano Álvaro Núñez de Lara ya fallecido en 1287, al morir cedió su señorío a su hermana Juana Núñez de Lara, que estaba casada con el infante Fernando de la Cerda, nieto de Alfonso X el Sabio.
| Predecesor: Juan Núñez I de Lara  | Señor de Lara 1294 - 1315                    | Sucesor: Juana Núñez de Lara              |
| Predecesor: Juan Osórez           | Adelantado mayor de la frontera de Andalucía | Sucesor: Sancho Sánchez de Velasco        |
| Predecesor: Juan Osórez           | Mayordomo mayor del rey 1302                 | Sucesor: Enrique de Castilla "el Senador" |
| Predecesor: Pedro Ponce de León   | Mayordomo mayor del rey 1307                 | Sucesor: Diego López V de Haro            |
| Predecesor: Diego López V de Haro | Mayordomo mayor del rey 1308                 | Sucesor: Pedro de Castilla                |
| Predecesor: Don Juan Manuel       | Mayordomo mayor del rey 1315                 | Sucesor: Alfonso de Valencia              |